# عبدالعزیز العبدالسلام
عبدالعزیز العبدالسلام (انگلیسی: Abdulaziz Al-Abduassalam؛ زادهٔ) یک بازیکن فوتبال اهل عربستان سعودی است.
از باشگاه‌هایی که در آن بازی کرده‌است می‌توان به الهلال عربستان و الشعله عربستان اشاره کرد.